# Madagaskar i olympiska sommarspelen 1964
Madagaskar deltog med 3 deltagare vid de olympiska sommarspelen 1964 i Tokyo. Ingen av landets deltagare erövrade någon medalj.